# Łaskowice (gromada)
Łaskowice – dawna gromada, czyli najmniejsza jednostka podziału terytorialnego Polskiej Rzeczypospolitej Ludowej w latach 1954–1972.
Gromady, z gromadzkimi radami narodowymi (GRN) jako organami władzy najniższego stopnia na wsi, funkcjonowały od reformy reorganizującej administrację wiejską przeprowadzonej jesienią 1954 do momentu ich zniesienia z dniem 1 stycznia 1973, tym samym wypierając organizację gminną w latach 1954–1972.
Gromadę Łaskowice siedzibą GRN w Łaskowicach (obecnie w granicach Łodzi) utworzono – jako jedną z 8759 gromad na obszarze Polski – w powiecie łaskim w woj. łódzkim, na mocy uchwały nr 31/54 WRN w Łodzi z dnia 4 października 1954. W skład jednostki weszły obszary dotychczasowych gromad Łaskowice, Lublinek i Rypułtowice (z wyłączeniem parcelacji Widzew) ze zniesionej gminy Ksawerów oraz obszar dotychczasowej gromady Gorzew ze zniesionej gminy Górka Pabianicka w tymże powiecie. Dla gromady ustalono 16 14 członków gromadzkiej rady narodowej.
Gromadę zniesiono 1 stycznia 1959, a jej obszar włączono do gromady Ksawerów (wieś, osadę pokarczemną i osadę młyńską Łaskowice, osadę Grzywienna, kolonię Lublinek i wieś Rypułtowice) (którą równocześnie włączono do powiatu łódzkiego w tymże województwie) i do nowo utworzonej gromady Górka Pabianicka (wieś Gorzew, osadę włościańską i osadę młyńską Pliszka oraz wieś i parcelację Okołowice) w tymże powiecie.